# Jean-François Thirial
Jean-François Thirial est un prêtre et homme politique français né le 28 mars 1755 à Compiègne (Oise) et décédé le 4 juin 1794 à Paris.

## Biographie
Docteur en sorbonne, professeur de théologie au collège des Trente-Trois à Paris, puis à Lyon, il est ensuite curé de Vauchamps et en 1785, curé de la paroisse Saint-Crépin à Château-Thierry. 
Il est député du clergé aux États généraux de 1789 pour le bailliage de Château-Thierry et siège dans la majorité réformatrice. 
Il refuse de prêter le serment prescrit par la constitution civile du clergé. Arrêté comme suspect en 1794, il est condamné à mort et guillotiné. Un de ses paroissiens, qui le reconnait alors qu'il se rend dans la charrette au lieu de l'exécution, témoignera qu'il alla à la mort avec le même calme et la même tranquillité que lorsqu'il montait à l'autel pour dire la messe.

## Sources
- « Jean-François Thirial », dans Adolphe Robert et Gaston Cougny, Dictionnaire des parlementaires français, Edgar Bourloton, 1889-1891 [détail de l’édition]